# Ліоній-іони
Ліоній-іони (рос. лионий-ионы, англ. lyonium ions) — позитивно заряджені йони протонованих молекул розчинника (наприклад, йони гідроксонію H3O+, ацилонію RC(OH)2+), що є продуктами автопротолізу H-активних розчинників (або продуктами приєднання протона до органічного розчинника в присутності кислоти). Такі йони виступають як спряжені кислоти, що утворюються в однаковій кількості з ліат-йонами.